# Plusiopalpa adrasta
Plusiopalpa adrasta är en fjärilsart som beskrevs av Felder 1874. Plusiopalpa adrasta ingår i släktet Plusiopalpa och familjen nattflyn. Inga underarter finns listade i Catalogue of Life.